# Ladislav Pavelka
Ladislav Pavelka (21. dubna 1900 Lanškroun – 7. května 1991 Fribourg) byl český římskokatolický kněz, středoškolský učitel a druhý ředitel ministrantského spolku Legio angelica, politický vězeň za nacistické okupace a poúnorový emigrant.

## Život
Působil nejprve jako učitel na gymnáziu v Praze na Smíchově, avšak pro neshody s jeho ředitelem byl přeložen na Podkarpatskou Rus. Rozhodl se proto své dosavadní povolání opustit, několik let prožil i u benediktinů v Emauzích; vystudoval teologii a 16. června 1935 přijal kněžské svěcení. Nedlouho poté se vrátil na své dřívější působiště jako katecheta, vyučoval i francouzštinu. Po jistou dobu byl také kaplanem v Cerhovicích a v pražské katedrále sv. Víta.
V září 1937 byl Ladislav Pavelka po Metodu Klementovi jmenován ředitelem Legio angelica (začalo se mu říkat „páter dva“); od 3. čísla 10. ročníku vedl i časopis Legio angelica. Pokračoval v jeho vydávání i bez povolení německých úřadů. Po rozpuštění Junáka ještě v létě 1941 vedl skautský tábor v Radětickém mlýně u Bechyně, který byl oficiálně přihlášen jako výpomoc při žních. Za to byl po prázdninách zatčen a odsouzen k dvouapůlletému trestu odnětí svobody, který si odpykal v Bayreuthu. Když skončila druhá světová válka, stal se českým duchovním v Paříži, což bylo místo tehdejším československým státem uznávané a placené. V roce 1949 a později působil mezi poúnorovými uprchlíky v Paříži. V 50. a 60. letech 20. století byl duchovním správcem pro československé emigranty ve Francii (v Paříži) a Švýcarsku. V roce 1968 žil ve švýcarském Fribourgu, kde také v roce 1991 zemřel.

### Publikace
- Missae dialogatae (Společné dialogy, úprava pro školní služby Boží, Praha 1938)
- Voillaume, René. Duchovní cvičení se Svatým otcem Pavlem VI. ve Vatikáně (překlad do češtiny, Řím 1975)